# Districtul civil Abington, comitatul Mercer, Illinois
Pentru alte districte (civile sau de alt tip) cu același nume, vedeți Districtul civil Abington (dezambiguizare).
Pentru alte utilizări ale celor două nume proprii, vedeți Liberty (dezambiguizare) și Mercer (dezambiguizare).
Districtul civil Abington, comitatul Mercer, Illinois (în original Abington Township, Mercer County) este unul din cele cincisprezece  districte civile (în original township) din comitatul Mercer, statul Illinois, Statele Unite ale Americii.

## Districte topografice și districte civile
Utilizarea termenului de district topografic este făcută în sensul inițial topografic, un pătrat cu latura de exact 6 mile (circa 9.654 metri) și suprafața de exact 36 de mi2 (aproximativ 93,1997 km2). Majoritatea covârșitoare a districtelor civile ale statului Illinois au forma, latura și suprafața extrem de apropiate de forma și valorile districtelor topografice standard practicate atât în Canada cât și în Statele Unite ale Americii.